# Luís Augusto Vinhaes
Luís Augusto Vinhaes (né le 10 décembre 1896 et mort le 3 avril 1960) était un entraîneur de football brésilien.

## Biographie
Vinhaes entraîne durant sa carrière 3 clubs du championnat brésilien, dont le São Cristóvão de Futebol e Regatas (il remporte le championnat de Rio en 1926), Fluminense Football Club et le Bangu Atlético Clube ou il remporte le championnat de Rio en 1933.
Au niveau international, il est surtout connu pour avoir été le sélectionneur de la Seleçao de 1931 à 1934. Il participe donc à la coupe du monde 1934 en Italie.